# Mauro D'Attis
Mauro D'Attis (Galatina, 30 luglio 1973) è un politico italiano.

## Biografia
Nato a Galatina, ma stabilito subito a Brindisi sin da giovane età, Dopo il diploma di istituto tecnico commerciale, ha lavorato prima come promotore assicurativo e finanziario, poi come consulente commerciale e marketing. Nel 2009 si è laureato in Economia bancaria, finanziaria e assicurativa presso l'Università del Salento.  

## Attività politica
Aderisce a Forza Italia fin dalla sua fondazione, formando a fine 1993 il Club Azzurro '94 di Brindisi, ancora prima della costituzione effettiva del partito nel gennaio 1994, ricoprendo poi il ruolo di coordinatore provinciale e regionale del movimento giovanile Giovani per la Libertà. 
Alle elezioni comunali del 1996 viene eletto per la prima volta consigliere comunale di Brindisi nelle liste di Forza Italia, venendo riconfermato anche nella tornata elettorale dell'anno successivo.
Nel 1999 viene nominato vicecoordinatore nazionale di Giovani per la Libertà. 
Alle elezioni comunali del 2004 è rieletto consigliere comunale di Brindisi, ricoprendo poi il ruolo di assessore allo Sport e alle Politiche Educative nella giunta di centrodestra presieduta da Domenico Mennitti
Alle elezioni politiche del 2006 è candidato alla Camera dei Deputati nella circoscrizione Puglia nelle liste di Forza Italia, ma non è eletto. 
Nel 2006 è stato eletto consigliere nazionale dell’Associazione Italiana per il Consiglio dei Comuni e delle Regioni d'Europa (AICCRE), venendo rieletto nel 2011.
Alle elezioni del 2009 è riconfermato in Consiglio nelle liste del Popolo della Libertà e come assessore alla Programmazione Economica e alle Politiche Comunitarie nella seconda giunta Mennitti, restando in carica fino al 2011 . 
Dal 2009 al 2012 riveste incarichi presso l'Ufficio di Presidenza dell'ANCI, delegato dal presidente nazionale Sergio Chiamparino allo Sviluppo Economico
Alle elezioni comunali del 2012 si candida a sindaco di Brindisi per la coalizione di centrodestra, raccogliendo il 25,68% dei voti e risultando sconfitto al primo turno dal candidato di centrosinistra Cosimo Consales, che ottiene il 53,17% dei suffragi: è comunque rieletto consigliere.
A luglio 2012 viene nominato membro del Comitato europeo delle regioni a Bruxelles, nell'ambito delle commissioni ENVE su Ambiente, cambiamenti climatici ed energia.
Alle elezioni comunali del 2016 è rieletto consigliere comunale di Brindisi per Forza Italia, cui ha aderito dopo la dissoluzione del PdL, totalizzando 556 preferenze.
Dal febbraio all'ottobre 2016 e dal giugno 2017 al giugno 2018 ricopre anche l'incarico di assessore al Bilancio del comune di Roccafiorita, in provincia di Messina, nella giunta presieduta da Giuseppe Santo Russo.
Alle elezioni politiche del 2018 viene eletto alla Camera dei Deputati nel collegio plurinominale Puglia - 03 come capolista di Forza Italia. Durante la XVIII Legislatura entra a far parte della Commissione Bilancio della Camera e successivamente diviene delegato d'aula del gruppo parlamentare di Forza Italia. Dal 13 novembre 2018 al 4 febbraio 2019 è stato altresì componente della Commissione parlamentare per le questioni regionali e dal 4 febbraio 2019 al 12 ottobre 2022 è stato componente della Commissione parlamentare per la semplificazione.
Ad ottobre 2018 viene nominato da Silvio Berlusconi anche commissario regionale di Forza Italia per la Puglia.
Alle elezioni politiche del 2022 si ricandida alla Camera dei deputati nel collegio uninominale Puglia - 07 (Taranto) per il centrodestra (in quota Forza Italia), oltreché, come capolista, nel collegio plurinominale Puglia - 04. Risulta eletto all'uninominale con il 44,09% dei voti, davanti a Salvatore Giuliano del Movimento 5 Stelle (29,35%) e a Elena Tiziana Brigante del centrosinistra (19,02%).
Il 23 maggio 2023 viene eletto Vicepresidente della Commissione Antimafia.